# Semirhynchia brincki
Semirhynchia brincki is een insect uit de familie van de Nemopteridae, die tot de orde netvleugeligen (Neuroptera) behoort. 
Semirhynchia brincki is voor het eerst wetenschappelijk beschreven door Tjeder in 1967.